# Westeinde (Zoeterwoude)
Westeinde (52° 07′ N, 4° 29′ L) é uma vila dos Países Baixos, na província de Holanda do Sul. Westeinde (Zoeterwoude) pertence ao município de Zoeterwoude, e está situada a 6 km, a norte de Zoetermeer.
A área de Westeinde, que também inclui as partes periféricas da cidade, bem como a zona rural circundante, tem uma população estimada em 110 habitantes.